# Texas toast

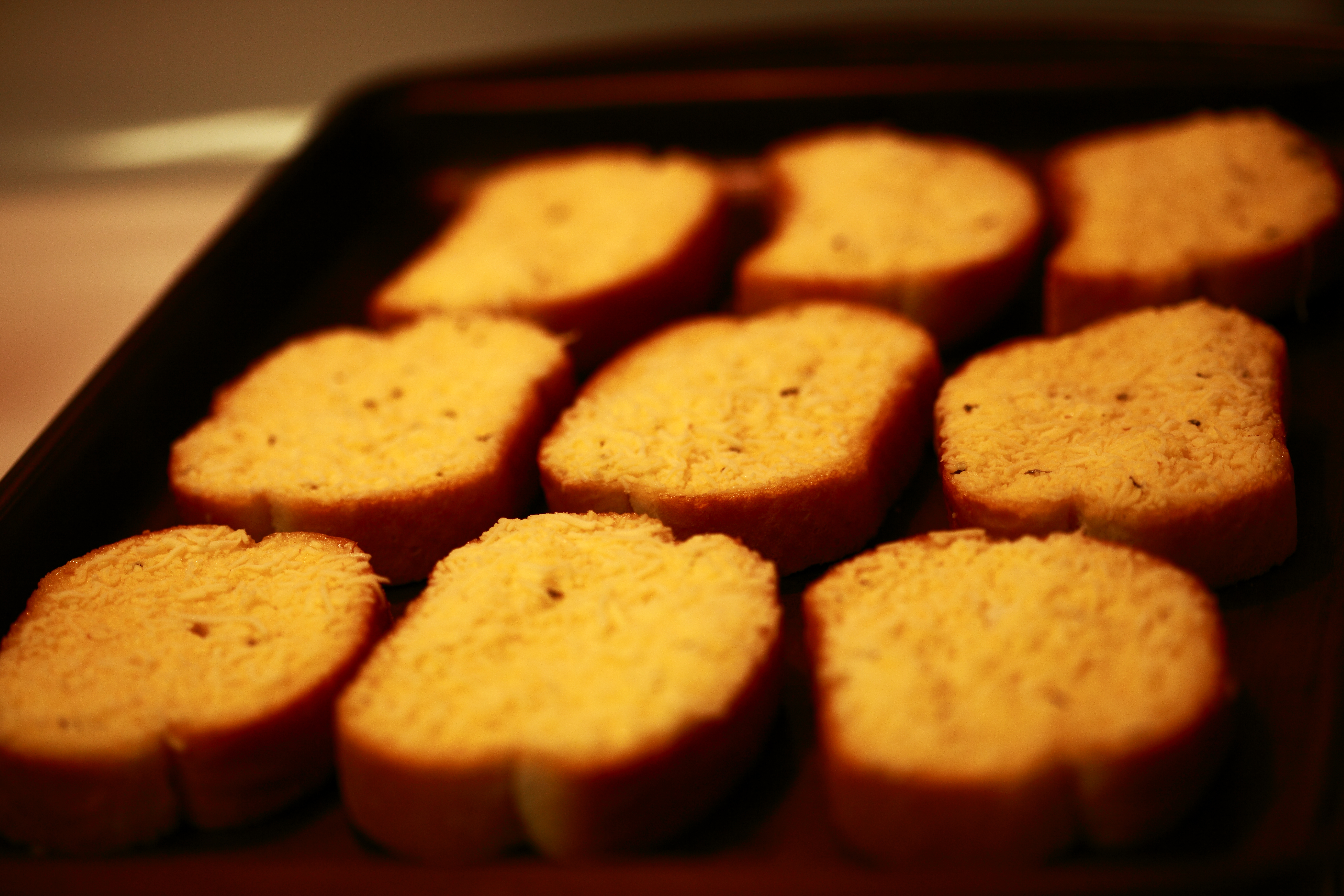
Texas toasts à la mozzarella et au Monterey Jack.

Le Texas toast est un pain de mie, nature, tranché et non grillé, bien plus épais qu'un sliced bread (en). Il peut servir en sandwichs, ou en pain perdu. C'est à la base un pain blanc. Les fabricants de Texas toast aux États-Unis sont Franz Bakery, Mrs. Bairds et Safeway/Lucerne Foods.
Populaire au Texas et dans les états voisins, le Texas toast est généralement servi grillé et accompagne de nombreux plats du sud comme le chicken fried steak, le poisson frit, ou le barbecue,. Il peut également être utilisé pour confectionner des sandwichs.
Le toast est enduit de beurre ou de margarine sur les deux faces puis cuit afin de lui donner sa couleur caractéristique. Mais en fonction des recettes, le pain peut également être aromatisé à l'ail ou au fromage.
Le Texas toast est globalement vendu surgelé, avec ou sans ail, les plus vendus étant T. Marzetti Company, Pepperidge Farm et Coles.
À certaines occasions, du bœuf ou du bacon est cuit dans le Texas toast, celui-ci absorbant bien le gras.